# (6264) 1980 SQ
A (6264) 1980 SQ a Naprendszer kisbolygóövében található aszteroida. Zdenka Vávrová fedezte fel 1980. szeptember 29-én.